# Родейру
Родейру (порт. Rodeiro) — муниципалитет в Бразилии, входит в штат Минас-Жерайс. Составная часть мезорегиона Зона-да-Мата. Входит в экономико-статистический микрорегион Уба. Население составляет 6577 человек на 2006 год. Занимает площадь 72,029 км². Плотность населения — 91,3 чел./км².

## История
Город основан 30 декабря 1962 года.

## Статистика
- Валовой внутренний продукт на 2003 год составляет 28 796 070,00 реалов (данные: Бразильский институт географии и статистики).
- Валовой внутренний продукт на душу населения на 2003 год составляет 4778,64 реалов (данные: Бразильский институт географии и статистики).
- Индекс развития человеческого потенциала на 2000 год составляет 0,745 (данные: Программа развития ООН).

## География
Климат местности: тропический.